# Red Bank (hrabstwo Guysborough)
Red Bank – stromy brzeg (bank) w kanadyjskiej prowincji Nowa Szkocja, w hrabstwie Guysborough (45°05′55″N, 61°39′27″W), na południowym wybrzeżu zatoki Fishermans Harbour; nazwa urzędowo zatwierdzona 19 maja 1976.